# 다징역
다징역(중국어: 大井站)은 중국 베이징시 펑타이구 우리뎬 가도 펑티 남로에 위치한 베이징 지하철 14호선의 지하철역이다. 2013년 5월 5일에 개통되어 초기에는 서부 구간(장궈좡 ~ 시쥐)으로 운행되었다.

## 위치와 역명
다징역은 펑티 남로(동서 방향) 지하, 펑타이 스포츠 센터 남측에 위치하며 동서 방향으로 배치되어 있다.
다징(大井)은 원래 이징(义井) 또는 미징(蜜井)이라는 명칭으로 불렸고, 명나라의 "장안객활《长安客话》"의 기록에 의하면 : "이징 또는 미징이었다. 전설에 의하면 웬 황제(文皇)가 그곳에 머물면서 봄을 마셨기 때문에 청나라의 이름은 "일하구문고《日下旧闻考》"라고 불렸다. "이징안(义井庵)은 광녕문(广宁门)에서 서쪽으로 10마일이다", "우물은 문밖에 있는데 지금은 다징촌(大井村)이라 불린다" 이것이 다징의 유래이다.

## 역 구조
다징역은 2기둥 3경간 구조의 2층 건물의 지하역으로 섬식 승강장으로 설계되었으며 출입구가 2개이다.

### 층별 구조
| 지면층             | 출입구                          | A-B출입구                           |
| 지하 1층 대합실 층 | 대합실                          | 고객 센터, 자동 발권기, 출입 게이트 |
| 지하 2층 승강장    | ←                               | ■ 14호선 장궈좡 방면 (궈좡쯔)       |
| 지하 2층 승강장    | 섬식 승강장, 왼쪽 출입문이 열림 |                                     |
| 지하 2층 승강장    | →                               | ■ 14호선 산거좡 방면 (치리좡)       |

## 출입구
다징역에는 현재 A, B의 두 개의 출입구가 있으며, 둘 다 펑티 남로의 북쪽에 위치한다.
|                         |                     | |      |             |
| 출구                    | 지시                | 출구 인근 | 사진 | 무장애 시설 |
| 出口 · A                | 펑티 남로(丰体南路) | 펑티 남로(丰体南路) 북측, 펑티 시대 초등학교(丰体时代小学), 펑타이구 체육국(丰台区体育局), 펑타이구 장애인 종합 서비스 센터(丰台区残疾人综合服务中心) |      |             |
| 出口 · B                | 펑티 남로(丰体南路) | 펑티 남로(丰体南路) 북측, 펑타이 스포츠 센터 남문(丰台体育中心南门), 펑타이구 재정국(丰台区财政局)                                                    |      | 빈칸        |
| 아이콘 설명: 엘리베이터 |                     | |      |             |